# Fajki (kły dzika)

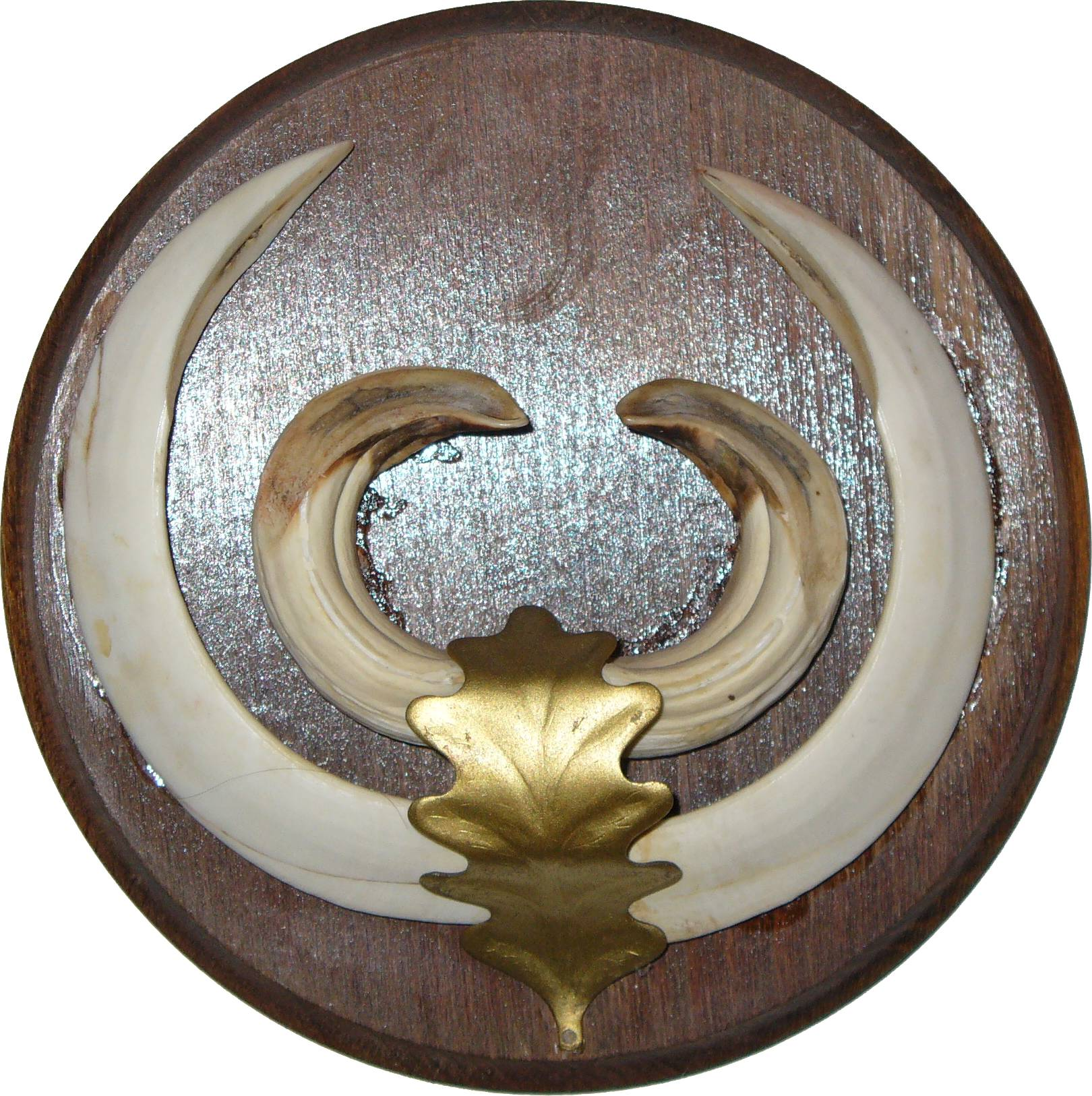
Trofeum myśliwskie – oręż dzika, czyli fajki i szable

Fajki – żargonowa nazwa określająca górną parę kłów dzika. Stworzona została przez myśliwych i leśników, przyjęła się w terminologii przyrodniczej.
Fajki rozrastają się szczególnie u starszych samców tego gatunku. Wraz z szablami stanowią bardzo groźny oręż.